# 167
El 167 (CLXVII) fou un any comú començat en dimecres del calendari julià.

## Esdeveniments
- Els longobards, els vàndals i altres pobles germànics creuen el Danubi i s'estableixen als Balcans[1]
- Epidèmia de pesta a Roma[2]